# قائمة ألبومات بي تي أس

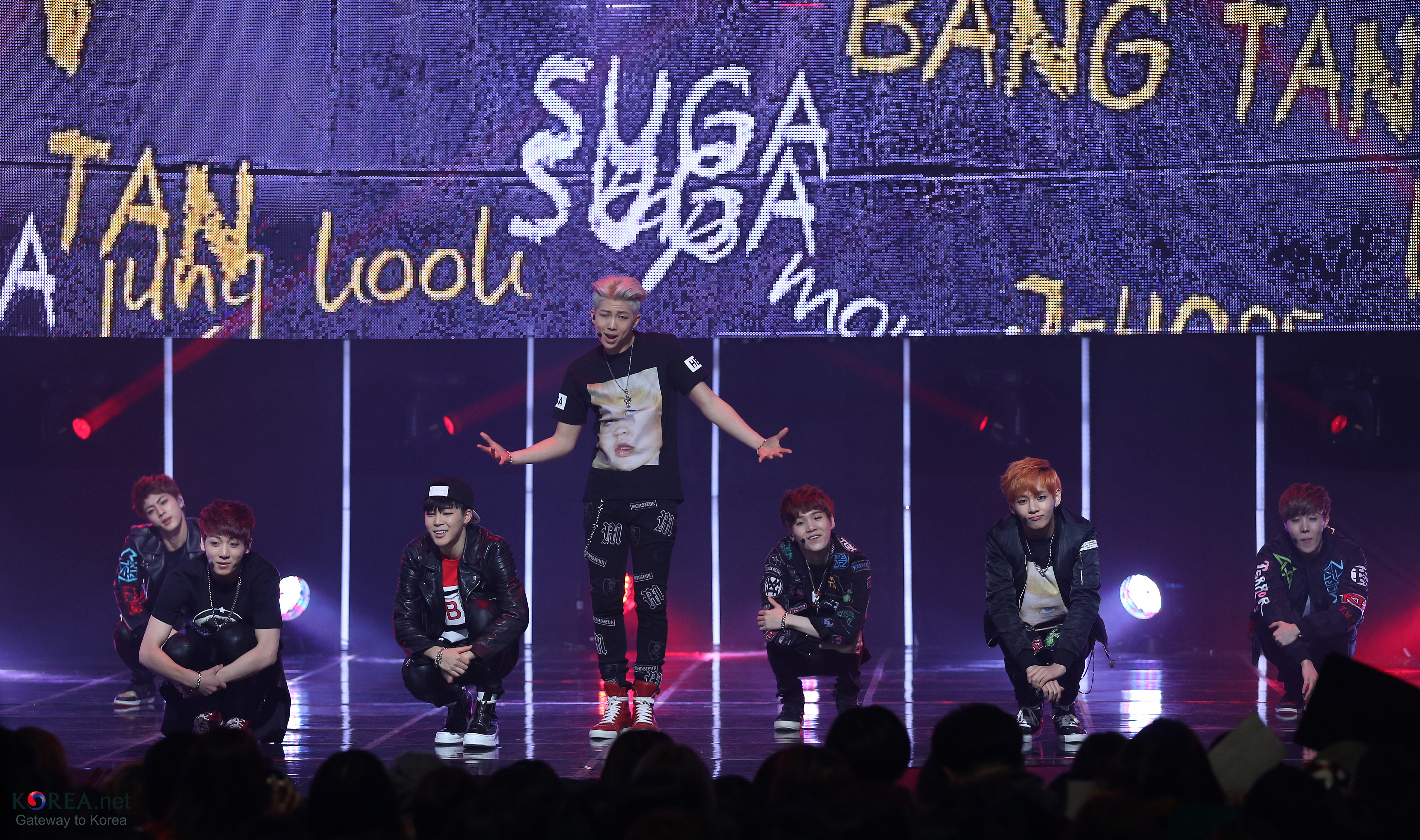
فرقة BTS.

ظهرت المجموعة لأول مرة في كوريا الجنوبية في 13 يونيو 2013 بألبوم واحد 2 Cool 4 Skool. لقد عادوا في سبتمبر 2013 بمسرحية مطولة، O! RUL8،2؟. في فبراير 2014، أصدرت فرقة BTS مسرحيتها الموسعة الثانية، Skool Luv Affair. كانت هذه هي المرة الأولى التي يتم فيها رسم ألبومهم على مخطط بيلبورد للألبومات العالمية، ومخطط ألبومات Oricon الياباني. تم إصدار نسخة معاد تجميعها من الألبوم، Skool Luv Affair Special Addition في مايو 2014. أصدرت BTS أول ألبوم استوديو لها، Dark & Wild في أغسطس 2014. كان أول ألبوم لها يقتحم مخطط «توب حذف» في الولايات المتحدة. لاختتام عام 2014، ظهر BTS لأول مرة في اليابان في ديسمبر 2014 بأول ألبوم استديو ياباني Wake Up. جميع أغانيهم الفردية اليابانية - «لا مزيد من الأحلام»، التي صدرت في 4 يونيو؛ «ولد في الحب»، صدر في 16 يوليو / تموز؛ و «خطر»، الذي تم إصداره في 19 نوفمبر - جعله ضمن أفضل 10 من مخطط ألبومات Oricon بالإضافة إلى Japan Hot 100.
المسرحية الموسعة الثالثة للمجموعة، أجمل لحظة في الحياة، Pt. 1، تم إصداره في أبريل 2015. عادت فرقة BTS مع مسرحية ممتدة رابعة، The Most Beautiful Moment in Life ،Pt. 2، في نوفمبر 2015. لأول مرة، دخلت المجموعة Billboard 200 في 171 مع EP. كما تصدرت قوائم Billboard Top خطر والألبومات العالمية لمدة 4 أسابيع، وهو أكبر عدد من أعمال كوريا الجنوبية. أول ألبوم تجميعي لهم، The Most Beautiful Moment in Life: Young Forever تم إصداره في مايو 2016. في سبتمبر 2016، أصدرت BTS ألبومهم الثاني في الاستوديو الياباني، بعنوان الشباب، بيع أكثر من 44000 نسخة في اليوم الأول من إصداره. أصبح أول ألبوم استوديو للمجموعة يتصدر قوائم ألبومات Oricon اليومية والأسبوعية. لإختتام عام 2016، أصدرت الفرقة ألبومها الثاني، Wings في أكتوبر 2016. ظهر لأول مرة في 26 على Billboard 200، مما يجعله الألبوم الكوري الأعلى تصنيفًا على الإطلاق على الرسم البياني في ذلك الوقت. تم إصدار ألبومها المعاد تجميعه، You Never Walk Alone، في فبراير 2017. ثم تم إصدار مسرحيتهم الموسعة الخامسة، Love Yourself: Her، في سبتمبر 2017. تم افتتاح EP في المركز السابع على US Billboard 200 مع 31000 ألبوم- وحدات معادلة، مما يجعله أعلى ألبوم K-pop في الرسم البياني وأكبر أسبوع مبيعات لألبوم K-pop حتى الآن.
في أبريل 2018، أصدروا ألبومهم الياباني الثالث، Face Yourself. ظهرت لأول مرة في المرتبة 43 على Billboard 200 مع 12000 وحدة مكافئة للألبوم، مما يجعلها ثالث أعلى ألبوم ياباني في تاريخ المخطط. بعد شهر واحد فقط، أصبح أول ألبوم ياباني يحصل على شهادة البلاتينية من قبل RIAJ، بعد أن باع أكثر من 250000 نسخة خلال ذلك الوقت. ألبوم الاستوديو الكوري الثالث لفرقة BTS ،Love Yourself: Tear، صدر في 18 مايو 2018، وظهر لأول مرة في الولايات المتحدة بيلبورد.200، أصبح الألبوم الأكثر شهرة للمجموعة في السوق الغربية، بالإضافة إلى أول ألبوم K-pop يتصدر مخطط ألبومات الولايات المتحدة وألبوم الرسم البياني الأعلى بواسطة عمل آسيوي. حصلت فرقة BTS على ثاني أفضل إجمالي مبيعات للألبومات في الولايات المتحدة في عام 2018 خلف Eminem، وشكلت 22.6٪ من إجمالي الألبومات المباعة في كوريا في ذلك العام. في عام 2019، سجلت المجموعة المركز الأول لها مع Map of the Soul: Persona، وهي سادس مسرحية ممتدة لـ BTS، على US Billboard 200 مما يجعلها أول مجموعة منذ فرقة البيتلز في عام 1996 لديها ثلاثة ألبومات رقم واحد في أقل من سنة.